# أولاد سي عل بن عبد الله (لقواسم لكواملة)
أولاد سي عل بن عبد الله هو دُوَّار يقع بجماعة زاوية لقواسم، إقليم الجديدة، جهة الدار البيضاء سطات في المملكة المغربية. ينتمي الدوّار لمشيخة لقواسم لكواملة التي تضم 16 دوار. يقدر عدد سكانه بـ 434 نسمة حسب الإحصاء الرسمي للسكان والسكنى لسنة 2004.

## روابط خارجية
- البوابة الوطنية للجماعات الترابية
- المندوبية السامية للتخطيط